# Gustave Le Vavasseur
Gustave Le Vavasseur, ps. „Civilis” i „Gustave Delorne” (ur. 9 listopada 1819 w Argentan, zm. 9 września 1896 roku w La Lande-de-Lougé) – francuski poeta i pisarz. 
Le Vavasseur kształcił się w gimnazjum w rodzinnym mieście oraz w Juilly, następnie studiował prawo. W 1840 r. został adwokatem, jednak nie pracował w zawodzie, poświęcając się pisarstwu. W Paryżu zaprzyjaźnił się z Charles'em Baudelaire'em, jednak na gruncie poezji obaj poeci różnili się – Le Vavasseur tworzył w duchu klasycznym. W 1843 roku wraz z Ernestem Praroudem i Auguste'em Dozonem opublikował swój pierwszy zbiór wierszy, zatytułowany Vers. Po pobycie w Paryżu powrócił do Normandii, w swoje rodzinne strony. W ostatnich latach życia wiele tworzył. Doczekał się licznej grupy naśladowców, na którą składali się młodzi pisarze normandzcy.
Zajmował się także historią, archeologią, lingwistyką i krytyką.

## Wybrane dzieła
- Vers, wspólnie z Praroudem i Dozonem, 1843
- Poésies fugitives, 1846.
- Vie de Pierre Corneille, 1843.
- Farces et moralités, 1850.
- Un Chapitre poétique, 1875.
- Dans les herbages, 1876.
- Juvenilia, 1888.
- Études d'après nature, 1888.
- Études historiques, 1889.
- Inter amicos, 1889.
- Senilia, 1896.